# Siderofoor

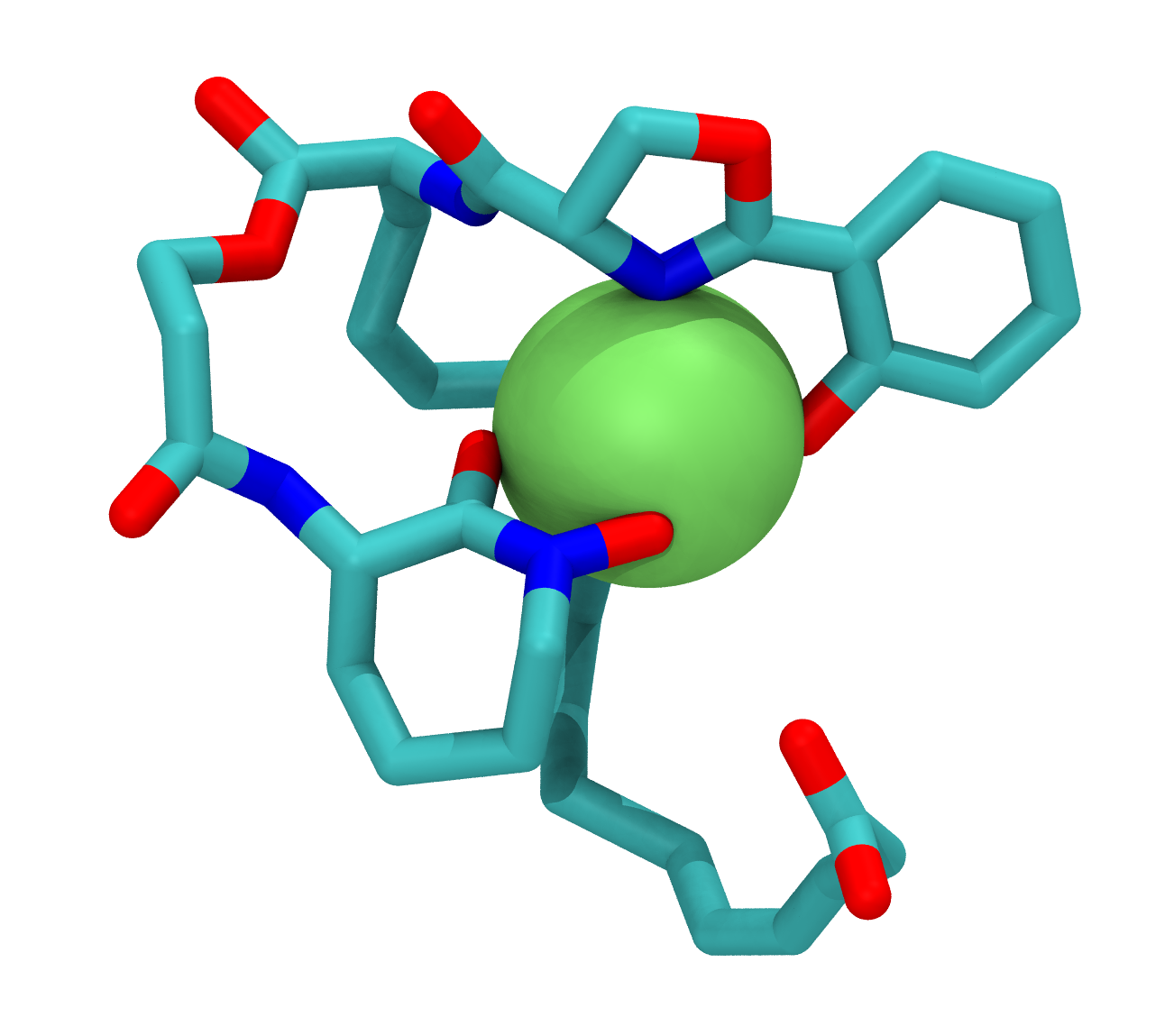
Staafmodel van carboxymycobactin T met ijzerion, volgens PDB.

Sideroforen (Grieks: ijzerdragers) zijn een stofgroep van rond de 200 ijzerbindende kleine moleculen en oligopeptiden, die door aerobe bacteriën, schimmels en plantenwortels gevormd worden en in de omgeving uitgescheiden worden. Na de coördinatieverbinding van de ijzerionen worden de geladen sideroforen door de cellen van de producent met behulp van specifieke transportsystemen weer opgenomen. Bijzonder is dat een siderofoor een kleine molaire massa van 300 tot 2.000 Dalton heeft. Vele planten vormen ook ijzercoördinatieverbindende stoffen, die fytosideroforen genoemd worden.

## Voorkomen in de natuur
Bekende sideroforen zijn enterobactine, die door enterobacteriën, ferrioxamine door actinobacteriën, pyoverdine door Pseudomonas, mycobactine en exocheline door mycobacteriën, ferrichroom door een schimmel en de citroenzuurbevattende sideroforen door schimmels en bacteriën aangemaakt worden. Sideroforen worden alleen door aerobe bacteriën, schimmels en in plantenwortels gevormd en kunnen soms in hoge concentraties in de grond en in zeewater voorkomen.

## Eigenschappen en biologisch belang

Complexdeel met catecholine en ijzer(III)

Structuurformule van enterobactine.

Sideroforen zijn kleine moleculen, die tot de catecholaten, hydroxamaten of tot de α-hydroxy/α-ketocarbonzuren behoren. Daarnaast is er een mengsel van functionele sideroforen, die ook stikstof-liganden bevatten en korte peptiden met ongewone veranderingen zoals pyoverdine. Een gezamenlijke overeenkomst is dat ze allen meertandige liganden vormen, waarbij een metaalion zich met zes, soms vier, centra binden. Door de geringe molecuulgrootte kunnen ze via smalle kanaaltjes in de celwand van bacteriën, schimmels of planten de cel binnendringen. De ijzertransporterende proteïnen bij de hogere levensvormen (bijvoorbeeld transferrine) hebben een molaire massa van ongeveer 80.000 dalton, terwijl die bij sideroforen 300 tot 2.000 dalton is.

### IJzertransport en -opslag
Sideroforen binden zeer selectief ijzer(III)-ionen, die vervolgens in de cel getransporteerd kunnen worden. Ondanks de grote hoeveelheid van in de natuur voorkomend ijzer is er een geringe biologische beschikbaarheid, doordat het ijzer meestal voorkomt als een onoplosbaar hydroxocomplex. De hoge affiniteit van sideroforen tot Fe(III)-ionen zorgt ervoor dat ondanks de geringe biologische beschikbaarheid er voldoende ijzer beschikbaar komt. Daar de coördinatieverbindingsconstante van de siderofoor voor Fe(II)-ionen zeer veel kleiner is als voor driewaardig ijzer, wordt het metaalion in de cel door reductie als ijzer(II) van het complex losgemaakt. Van verdere betekenis zijn deze moleculen voor de opslag voor ijzer, doordat de ijzerbevattende sideroforen ook in de cel opgeslagen kunnen worden.

### Pathologie
| Complex                | Stabiliteitsconstante bij pH 7 |
| ---------------------- | ------------------------------ |
| Fe(III)-Enterobactine  | 1056                           |
| Fe(III)-Ferrioxamine E | 1032                           |
| Fe(III)-Ferrichroom A  | 1029                           |
| Fe(III)-Transferrine A | 1024                           |
| Fe(III)-EDTA           | 1025                           |

Enterobactine en andere bacteriële sideroforen vormen duidelijk stabielere complexen met ijzer(III) dan de sideroforen bij mensen. Ze kunnen daardoor in het menselijke lichaam ijzer uit het hemoglobine (na hemolyse) en uit transferrine onttrekken.

## Biosynthese
De productie van sideroforen is aan de ijzerconcentratie in de cel gekoppeld. Het proteïne FUR (ferric uptake regulator) bindt zink(II)- en ijzer(II)-ionen. Is in de cel niet meer genoeg ijzer aanwezig dan wordt de siderofoorproductie op gang gebracht en de transportkanalen voor ijzer in de celwand geopend.
Voor de synthese worden meestal aminozuren als basis gebruikt, die met behulp van Carrier-enzymen (draagenzymen) lopende bandachtig worden aangemaakt (niet ribosomale peptidesynthese (NRPS)).